# ユタ州立大学
ユタ州立大学（英語: Utah State University）は、ユタ州 ローガン市に本部を置くアメリカ合衆国の州立大学。1888年創立、1957年大学設置。大学の略称はUSU。
創立年は1888年に遡る。略称はUSU。200以上の専攻科目が設置されており、学生数は約2万3,000人。モットーは「Research, Service, Teaching」。大学色は「Aggie Blue」。ランドグラント大学である。
ユタ州にはユタ州立大学とは別に、州立のユタ大学（University of Utah）もあり、混同されやすい。

## 歴史
- 1888年3月8日 ユタ農業大学（Agricultural College of Utah）として創立。（その後、ユタ州立大学に改称するまでに、Utah Agricultural Collegeに、その次にユタ州農業大学（Utah State Agricultural College）に名称変更を行っているが、時期が不明）
- 1890年 ユタ農業試験場設置。
- 1896年 ビジネススクール設置。
- 1901年 大学色として、Aggie Blue（Royal Blue and White）を採用。
- 1907年 大学公開講座部署設立。
- 1914年 Utah Cooperative Extension Service設置。
- 1957年3月8日 ユタ州立大学（Utah State University）に改称・組織編制。
- 1959年 電気工学研究所（Electro-Dynamics Laboratory）設置。
- 1963年 ユタ水研究所（Utah Water Research Laboratory）設置。
- 1968年 ろう者向けの課程を提供開始。
- 1970年 高層大気研究所（Upper Air Research Laboratory）が、ユタ州立大学に航空宇宙科学研究所（Space Science Laboratory）として移転。
- 1978年 航空宇宙科学研究所が宇宙観測研究所（Space Measurements Laboratory）に改称。
- 1982年 電気工学研究所と宇宙観測研究所が、航空宇宙工学研究所（Space Dynamics Laboratory（英語版））として合併。
- 1988年 新郷重夫の功績を称え新郷賞（The Shingo Prize）を創設。
- 1992年S.J. and Jessie E. Quinney自然資源研究図書館設置。
- 1995年 Cazier科学技術図書館設置。
- 2005年 メインキャンパスのMerrill図書館をCazier科学技術図書館と合併する形で移設新築し、Merrill-Cazier図書館に改称。その際、BARN（閲覧者用自動出納ネットワーク）システムと名づけられた、新しく開発された自動書庫システムをダイフクアメリカより導入。
- 2006年 Sasaki Associates（英語版）のデザインによる演奏ホールが完成。
- 2007年3月 教育・研究力の向上を目的として、3年後を目標に200百万USドル（約210億円）資金調達を骨子とするキャンペーンを開始すると発表。
- 2007年10月 Marc Bingham・Debbie Bingham夫妻が、ユタ州立大学の起業家支援とエネルギー研究センターのために15百万USドル（約16億円）の寄付を発表。
- 2007年12月 Huntsman Corporation（英語版）のハンツマン夫妻が、ユタ州立大学への寄付としては過去最大の26百万USドル（約27億円）の寄付を発表。
- 2007年12月 Emma Eccles Jones財団が、ユタ州立大学教育福祉学部へ25百万USドル（約26億円）の寄付を発表。
- 2008年2月 S.J. and Jessie E. Quinney財団が、ユタ州立大学自然資源学部へ5百万USドル（約5億円）の寄付を発表。
- 2008年3月 1年前に開始された3ヵ年計画での200百万USドル（約210億円）資金調達を骨子とするキャンペーンの目標額は、財団・企業や2万9,000人以上からの寄付により、すでに達成されたことが、創立120周年記念式典において発表された。
- 2008年5月 農学部のMatthew Hillyard動物実習研究センターが、ローガン市近郊のウェルズビルに完成。このセンターは獣医外科手術の設備なども備えている。
- 2009年7月 ユタ州立大学出版会が電子書籍の出版を開始。
- 2010年1月 パークシティにあるSwaner自然保護・エコセンターが、ユタ州立大学へ1200エーカーの保護地区などを含む30百万USドル相当の寄付を発表（単体の寄付額としては過去最高額）。また、メインキャンパスにおいて物理学科の新しい大型天体望遠鏡の設置が完了
- 2010年7月1日 プライスにあるコミュニティ・カレッジCollege of Eastern Utah（CEU、英語版）がユタ州立大学に吸収合併され、ユタ州立大学の付属校に。
- 2010年9月 メインキャンパスにおいてEmma Eccles Jones幼児教育研究センターが完成。
- 2011年3月 ユタ州で初となる獣医学科設立が認可。
- 2011年8月 人文芸術社会学部が、芸術学部と、人文学＆社会学部の二つに分割・再編。言語・哲学・スピーチコミュニケーション学科が、アラビア語文化専攻課程を開講。
- 2013年 農学部が農学＆応用科学部へと改組。

## 基礎データ

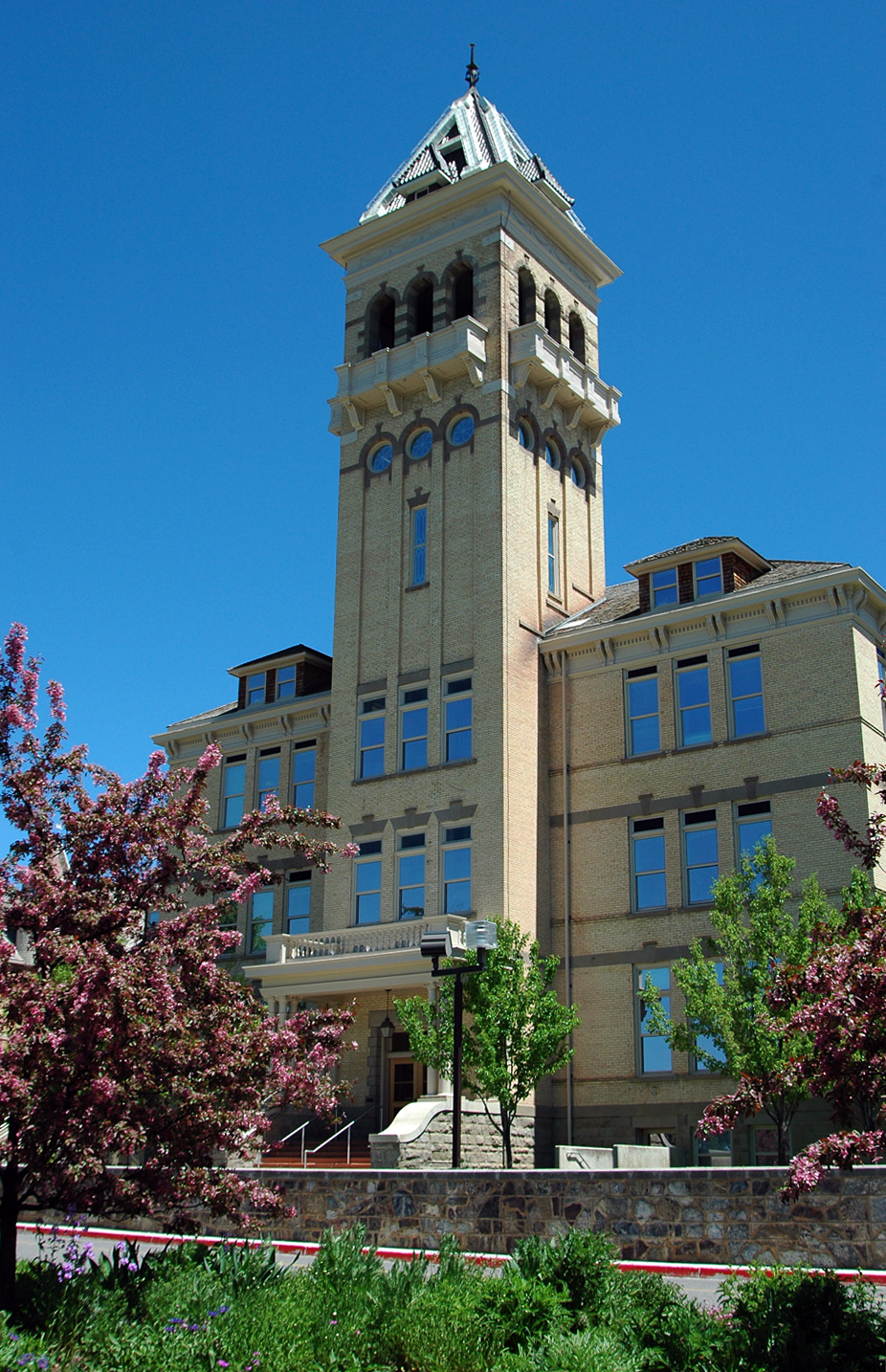
USUの「Old Main building」
3DCG&地図上での位置
[http://www.usu.edu/map/ USUキャンパスマップ

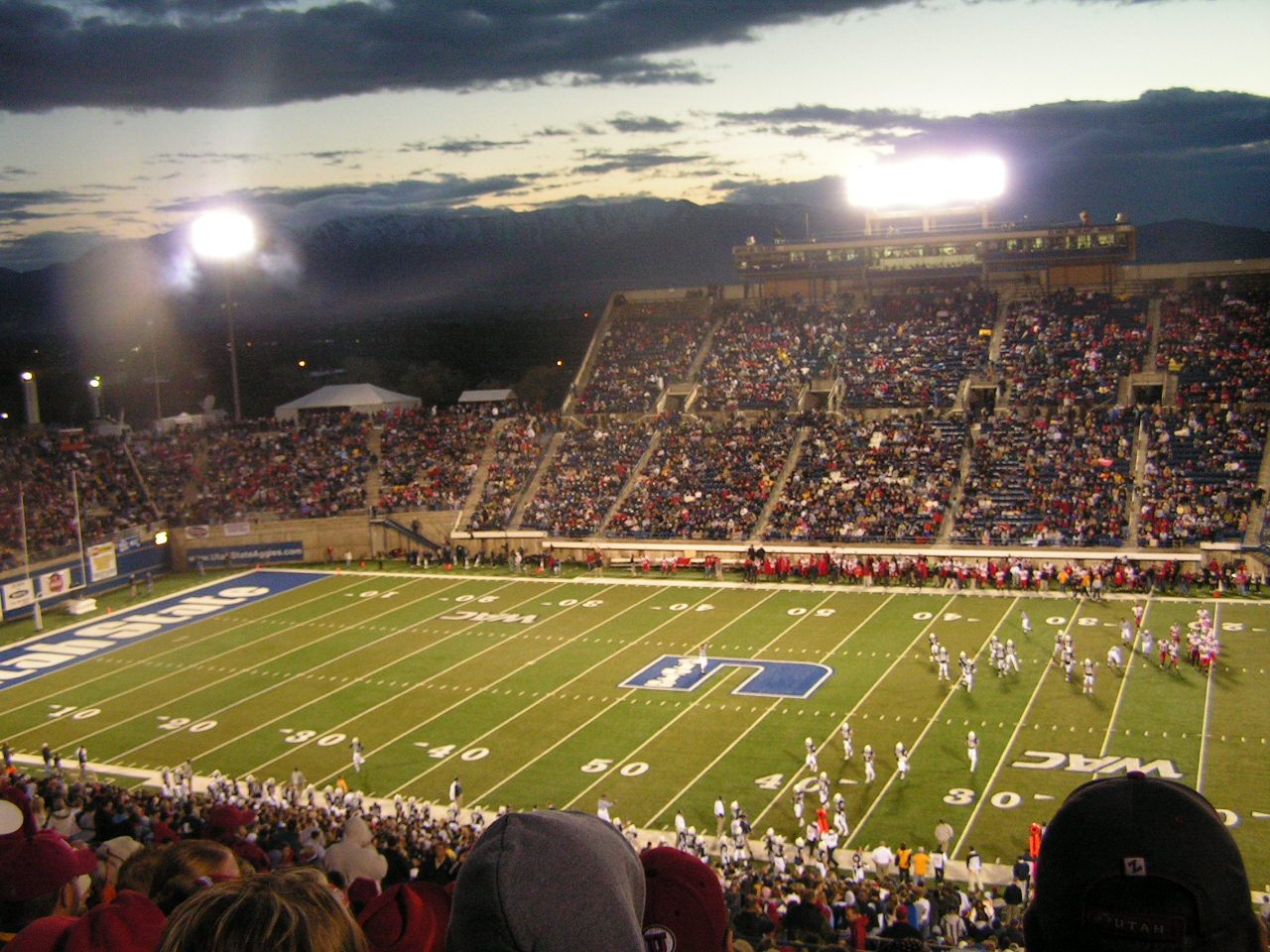
USUの「Romneyスタジアム」

メインキャンパスはユタ州ローガン市に位置し（所在地：Old Main Hill Logan, UT 84322 USA）、州都ソルトレイクシティからは北へ車で1時間半ほどの距離にあって州境に近く、自然公園に囲まれた緑豊かなキャンパスである。およそ160ヘクタール。東京ドーム約35個分）の敷地には、本部ビルでありランドマークでもある「Old Main building」をはじめ、200以上の建物があり、構内にはカンファレンスセンターを兼ねたホテルや、警察・消防機構、放送局も有している。寮だけでなく、キャンパスの東部にはトレーラーハウス用のエリアもある。
2005年に移設新築されたメインキャンパスのMerrill-Cazier図書館には、BARN（閲覧者用自動出納ネットワーク）システムと名づけられた、閲覧者の希望する本や資料を150万冊の閉架図書の中から自動で取り出してくるロボットシステムが備えられている。このシステムはCampus Technology誌による「洗練された校内設備全米ベスト101」の第1位として取り上げられた。
キャンパスはメインキャンパス以外にも3つのサテライトキャンパスが存在し、ユタ州すべての行政区に事務所がある。航空宇宙工学研究所（Space Dynamics Laboratory（英語版））の事務所などは州外各地にもいくつか点在している。ユタ州立大学の研究施設・実験場などを含めてすべての敷地面積をあわせると、総面積はおよそ3,300ヘクタールにおよぶ。
もともと農業大学であったということもあって、「Aggieアイスクリーム」の名称でアイスクリームを販売しており、名物となっている。世界各地に出荷されていて26種類あり、初めて宇宙へ行ったアイスクリームとしても知られている。
発展途上国などへのさまざまな農業技術・教育支援や、環境問題、生涯学習、オープンコースウェアへの取り組み等も積極的に行っている。
新郷重夫の功績を称え、1988年に「新郷賞（The Shingo Prize）」を創設。

### 現在および今後の計画
2008年現在、教育・研究力の向上を目的として、寄付による200百万USドル（2008年現在の換算で約210億円）の資金調達を骨子とした三ヵ年計画でのキャンペーンを2007年（準備が開始されたのは2003年）より実施している。開始から1年で目標額に達したため、2008年に目標額が400百万USドルに変更された。また、メインキャンパス全域で無線LANを利用できるようにする整備計画が予定されており、さらに、現メインキャンパスの北側に面する土地約80ヘクタールを新たなキャンパスとして開発する「Innovation Campus」計画も予定されている。この新しいキャンパスには他大学や民間企業との共同研究施設も建設される予定である。また、自然資源学部を中心に、保水性の改善や多種多様な植生実現を目的としてキャンパス内の再緑化が行われつつある。教育福祉学部は新校舎の建設を完了し、農学部は新校舎を現在建設中である。ビジネススクールも、メインキャンパス現校舎の南に新校舎の建設（現校舎とは連絡通路を建設予定。南に隣接する数学＆統計学科のLund Hallは取り壊され、Quad広場に接する地質学科のビルが代わりに譲渡される予定）とカリキュラムの再編を決定した。

## 教育および研究
特に自然資源、農学、動物学、アジア研究、航空宇宙工学、芸術、教育学などの分野で高い評価を受けており、ビジネススクールは米国の中でも歴史のある学校のうちのひとつであり、航空宇宙工学研究所（Space Dynamics Laboratory（英語版））は、国防総省やNASA関連の研究も行っている。年次研究費は186百万USドル（2008年現在の換算だと約200億円）。中でも、航空宇宙工学研究費の総額は全米1位。カーネギー高等教育機関分類では、高い教育力を有する研究大学（RU/H）として分類されている。Washington Monthly（英語版）によれば、ユタ州立大学は全米で50位、公立大学のうちでは25位にランク付けされている。USニューズ&ワールド・レポートによれば、教育学の分野において24位（全米の教育学部のうちで上位2％に相当）、リハビリテーション・カウンセリングの分野において15位にランク付けされており、教師を目指すためのトップスクールリストにもリストアップされている。Consumers Digest（英語版）による消費者の意識調査においては、公立大学の中で良い大学として6位にランク付けされている。Black Enterprise（英語版）（黒人専門のビジネス情報誌）によれば、アフリカ系アメリカ人にとって最も良い大学として、第1候補のひとつに挙げられている。また、プリンストン・レビュー（英語版）による西部の大学ベスト120に、2009年度版からランクインしている。ポピュラーサイエンス誌は2009年に、ユタ州立大学の生物学・遺伝子研究を評価し、米国における最も賢い大学トップ10のうちのひとつとした。
航空宇宙工学研究については、スペースシャトルのプロジェクトや、国際宇宙ステーションの部品設計製作・宇宙農業プラントプロジェクト等にも参加している。近年では、学生主体の研究グループが他大学と合同でハイブリッドロケットの打ち上げに成功したほか、2003年には学生達がライトフライヤー号の修正復元飛行を行ったり、2008年と2009年にはNASAが主催する大学学生ロケットコンテスト（University Student Launch Initiative）で最優秀賞を二年連続で受賞している。
物理学科のVincent B. Wickwar博士らは、これまで観測されていなかった中緯度地域での夜光雲の発生を2002年に報告し、地球温暖化との関係などの類推から話題となった。また、2010年には物理学科の研究者らは、日本の小惑星探査機「はやぶさ」の大気圏再突入を観測・記録したりもしている。
2010年にはマイクロソフト主催のイマジンカップ国内大会におけるソフトウェアデザイン部門おいて、USUのチームが第二位を受賞。
教育においては、インターネットによる大学講義の無料開放（オープンコースウェア、OCW）にも積極的であり、ユタ州立大学持続的公開学習センター（Center for Open Sustainable Learning）が、OCWを容易に構築するためのコンテンツ管理システム「eduCommons」を、オープンソースにて開発・公開しており、日本でもいくつかの大学で利用されている。

## スポーツ
ユタ州立大学のスポーツチームは「Aggie（アギー）」の愛称で親しまれている。これは、農大、あるいは瑠璃のビー玉の意で、ユタ州立大学自体や学生・卒業生も親しみを込めてこのように呼ばれることがあり、ランドグラント大学において一般によく用いられている愛称でもある。Aggieの頭文字「A」が、大学のTシャツやロゴなどに利用されるほか、Old Main Buildingの塔の屋根には大きなAの字のネオンが設置されている。
男子バスケットボールにおいては、NCAA男子バスケットボールトーナメントにほぼ毎年出場するなど近年特に活躍を見せており、2003年には全米25位にランクしていた。
男子アメリカンフットボールにおいては、2005年よりウエスタン・アスレチック・カンファレンスに参加していたが、2013年にマウンテン・ウエスト・カンファレンスに移籍している。かつてチャック・ミルズ（後述）がヘッドコーチを務めていた。2024年9月、2026 - 27シーズンよりパシフィック12カンファレンスに加入する方針を発表した
。

## 学生生活・周辺情報
- USニューズ&ワールド・レポートによれば、「米国の公立大学の中で卒業までに最もお金のかからない大学」の第1位にランキングされており、学生への経済的支援等が充実している。しかし近年、州や全米の高等教育機関向け予算が縮小傾向にあることや、教育・研究力の向上を理由として、MBA課程などを中心に学費の値上げが実施されている。なお、大学が推奨している医療保険の保険料については、2008年の秋セメスターより前年度に比べて32％安くなった。学内の店によっては、学生カードや寮生カードを提示すれば10％の割引サービスなど各種の特典があるところもある。
- ユタ州立大学は宗教的に中立の大学であるが、ユタ州は歴史的事情によりモルモン教徒が多く、喫煙や飲酒ができる場所は州法によって制限されている。
- 大学院では留学生や他州からの学生が全体の多くを占めるが、学部においてはユタ州出身の学生が多く、モルモン教徒が多数を占める。教徒としての義務を果たすため、大学入学前か一年目に休学して2年間（主に国外へ）宣教をしに行く学生が多いので、学部学生の平均年齢は他州よりも高くなっており、英語以外の言語を習得している学生も多い。また、既婚者や子供を持つ学生もかなりの割合を占める。
- ユタ州立大学は米国の大学としては珍しく、入学者に入学前予防接種を義務付けていない。学生は学費とともに学生保健料の支払いが義務付けられており、ユタ州立大学学生健康保健センター（Student Health and Wellness Center）において無料でメンタルヘルスを含む基本診療を受けることができる。基本診療以上の検査や治療は有料。家族も一定の保健料を支払えば利用可能。医療保険や、性的虐待・いじめなどに対する対応やケアについてもこのセンターが担当している。
- ユタ州立大学のネットワークシステムの構築などにはGoogle社が協力しており、Gmailに似たメールサービスが学生・教職員向けに「Aggiemail」として提供されている。
- 5月16日を「物理の日」として、ソルトレイクシティのすぐ北のファーミントンにあるラグーン遊園地（英語版）において毎年、物理学科の学生・教員が中心となって中学・高校生向けに物理学の啓蒙活動を行っている。ジェットコースターでの最大加速度測定機器製作コンテストなど、ユニークな催しもある。
- ユタ州パークシティにて毎年1月に開催されるサンダンス映画祭では、ユタ州の（ユタ州立大学を含む指定大学の）学生用に優待フリーパスが販売されている。
- タガート学生センター（Taggart Student Center）には、学生事務局（留学生事務局含む）や、店や銀行、郵便局、中古物品販売掲示板、学内・学外のアルバイト掲示板など、学生生活に直接関係する施設や事務所が集中している。
- 陸軍と空軍の予備役将校訓練課程（ROTC）が設置されており、ときおりキャンパス内が訓練場として利用されることがある。
- 夏季休暇期間中（5月～8月末）の夏セメスターには、およそ二カ月かけて自家用操縦士の飛行ライセンスをとるための短期クラスを開講している（総経費は住宅費込で約9000USドル）。
- メインキャンパスのあるローガン市は米国の中でも治安の良い街として知られており、米国の調査会社モーガン・クイットノーは、2005年と2007年に、ローガン市を「米国で最も安全な街」と評価した。また、ローガン市には無料バスが運行しており、大学から市内各所へのアクセスが容易である。大学構内には大学のシャトルバスも運行している。医療については、ローガン市には設備の整った非営利総合病院を含めて、病院が2つある。ちなみに、大学内の事務所や店のほとんどが週末・祝日には閉まるが（『Junction』は週末・祝日でもたいてい開いている）、ローガン市中心街にはそういう日でも営業している店も多く、大規模スーパーマーケットやファーストフード店、コンビニエンスストアもあり、24時間営業のところもある。1ドルショップも営業している。
- ソルトレイクシティ（ソルトレイクシティ国際空港）－ローガン（USU）間には一日数本シャトルバスが出ており、料金は20USドル前後。また、要予約で送迎形式のシャトルバス（Cache Valley Limo’s Airport Shuttle）もあり、料金は50USドル前後。
- ユタ州の物価は全米平均よりやや低め（2008年現在）。

## 日本人留学生
アメリカ合衆国の留学の一般的な事項に関しては留学#アメリカ合衆国における留学を参照。
- 留学生は世界80ヶ国以上から1,000名以上在籍しており、その中で日本人留学生も少数ながら（数名）いる。留学生には留学生向けのオリエンテーションが二日間にわたって催される。そこでは大学や市内の店や施設、米国内の諸事情、法的手続きや講義の登録方法などについて簡単に説明がなされ、資料が配布される。オリエンテーションでは留学生同士の交流も企図されており、朝食や昼食も用意される。また、所定の登録用紙を提出すればアメリカ人学生と週に一度程、会話の機会をセッティングしてもらうことなどもできる。なお、大学付属の英語学校（Intensive English Language Institute, IELI）の英語クラスをレベル4まで修了すれば、TOEFL要件なしで入学が可能。大学院にてTAをする場合には、課されるスピーキングテストをクリアし、留学生TAワークショップを修了することが要求される。
- ユタ州は夏時間を採用しているため、現地時間3月第2日曜日午前2時～11月第1日曜日午前2時の間は日本との時差が1時間ずれるので注意が必要。
- 留学#アメリカ合衆国における留学でも述べられているように、米国は医療・保険制度において様々な問題を抱えており、メインキャンパスのあるローガン市には設備の整った非営利総合病院があるとはいえ、医療費は日本に比べて非常に高額である。ユタ州立大学が用意している民間の医療保険のプランでは、3割～5割は自己負担になり、治療・救援費用の補償金額が最大でも25万USドルである。そのうえ、セメスター毎に登録を更新する必要があり、更新していない場合は保険料を支払っていても保険が使えないので注意（大学院の場合は事務が代行してくれる学科も多い）。ユタ州立大学学生健康保健センター（Student Health and Wellness Center）には医療保険の専門担当者がおり、米国外の保険を利用したい場合などにも相談に応じたり、適正な保険かどうかの審査を行っている。
- 人文芸術社会学部には日本語学科も設置されており、日本語を学んでいる学生もいる。ほかにも日本人講師やスタッフなどがいる学部・学科や部署もあるため、彼らを通じて非常時には日本語で日本にいる家族などに連絡してもらうことも可能である。また、日本人学生・日本語話者との交流や日本文化の理解を深めることを目的としているJapan Clubというクラブもある。
- 人文芸術社会学部の歴史学科の宗教学専攻には、多くの日本人に文化的に馴染みの深い仏教について学ぶ・研究する課程も設置されている。
- 課外講座の体育クラスには、合気道や空手などのクラスも開講されている。
- メインキャンパスのあるローガン市内には日本食レストランも数軒、営業している。
- 2005年より毎年4月頃にユタ州の州都ソルトレイクシティにおいて、日本祭り（Nihon Matsuri/Japan Festival）が開催されている。

### 日本の教育研究機関との関係
関西外国語大学は、交換留学生協定を締結している。
岐阜大学は、交換留学生協定を締結している。
神戸大学は、人文芸術社会学部と交換留学生協定を締結している。
横浜国立大学は、交換留学生協定を締結している。
筑波大学は交換留学生協定を締結している。

## 卒業生・出身者・関係者
- 新郷重夫 - 功績を称え新郷賞（The Shingo Prize）をUSUが設立後、名誉博士号を授与されている。
- 田中友樹子 - USUで社会学学士取得。ピアニスト。
- ノーラン・ブッシュネル - 一時期USUに在籍し、後にユタ大学に編入した。アタリ社を創業・テレビゲームの開発を行い「テレビゲーム（産業）の父」とも称される。
- 矢谷暢一郎 - USUで心理学学士取得。平和運動家。心理学博士。
- ラース・ハンセン - USUで数学学士取得。2013年ノーベル経済学賞受賞。
- ジョン・ミード・ハンツマン - USUのビジネススクールに名が冠されている。世界最大級の化学工業会社のうちのひとつ、Huntsman Corporation（英語版）の創始者。長男のジョン・ミード・ハンツマン・ジュニアは、ユタ州知事、およびオバマ政権下の駐中国大使。
- チャック・ミルズ - 1967年～1972年の間、USUのアメリカンフットボールチームヘッドコーチ。日本のアメフト発展への貢献により、ミルズ杯が設立された。
- Vincent B. Wickwar - 物理学科教授。中緯度地域での夜光雲の発生を2002年に初めて報告。
- レン・ロード - サンフランシスコ・フォーティナイナーズでプレーしたアメリカンフットボール選手。プロボウル選出1回。

## その他

### トリビア
- 最終試験後に、伝統的に図書館内で「遠吠え（Howl）」する学生達がいる。彼らはこのイベントを時間帯を決めて正式に許可するように大学に求め、大学運営側は寛容であったが、大学図書館側が「屋外でやって欲しい」と反発していた。しかし、2007年の4月に図書館側もその要求を認め、最終試験日の夜10分間、「遠吠え」することが認可された。
- ユタ州立大学警察消防機構は、遠隔操作ロボットも備えた爆弾処理班を有している。
- 2011年9月12日、大学沿いの国道において車とバイクの衝突事故が発生し、バイクが炎上、一人が車の下敷きになった。その車にも引火炎上の危険があるなか、周囲にいた人々が、車を持ち上げて救出。一部始終を記録した動画がネットに流れ、「英雄」としてマスコミ各社に報道された。
- かつてユタ州立大学は「同時キスの人数」の世界記録を持っていた[2]。